# 柳生の徳政碑文
| 「柳生の疱瘡地蔵」に刻まれた徳政碑文（左）とその拓本（右）。碑文は風化が進み、文字の判別は困難な状態にある。 |  | 「柳生の疱瘡地蔵」に刻まれた徳政碑文（左）とその拓本（右）。碑文は風化が進み、文字の判別は困難な状態にある。 |
| 「柳生の疱瘡地蔵」に刻まれた徳政碑文（左）とその拓本（右）。碑文は風化が進み、文字の判別は困難な状態にある。 |  | |

柳生の徳政碑文（やぎゅうのとくせいひぶん）は、奈良県奈良市柳生町にある碑文。室町時代中期の正長元年（1428年）に起きた正長の土一揆にまつわる遺物とされている。「正長元年柳生徳政碑」（しょうちょうがんねんやぎゅうとくせいひ）の名称で、	昭和58年（1983年）5月19日に国の史跡に指定された。

## 概要
旧添上郡柳生村の柳生街道に面する、芳徳寺と川を隔てた崖に、「疱瘡地蔵」と通称する地蔵菩薩立像を彫り出した花崗岩の巨石があり、その向かって右下部分に碑文が刻まれている。正長元年（1428年）に起きた正長の土一揆によって徳政令を勝ち取った郷民の誰かが記念に刻んだものとされている。
碑文には、
という3行半27文字の文が陰刻されており、読み下せば「正長元年より先は、神戸四箇郷に負い目あるべからず」となる。「正長元年より以前の、神戸（かんべ）四箇郷における負債は一切消滅した」という、徳政令の具体的内容を記したものと解釈されている。
なお、「神戸四箇郷」とは大柳生庄、小柳生庄、坂原庄、邑地庄の4庄を指し、それは、芳徳禅寺に伝わる沢庵宗彭の鐘銘文に「神戸（かんべ）四ヶ郷」とあることからも証明されている。

## 現況

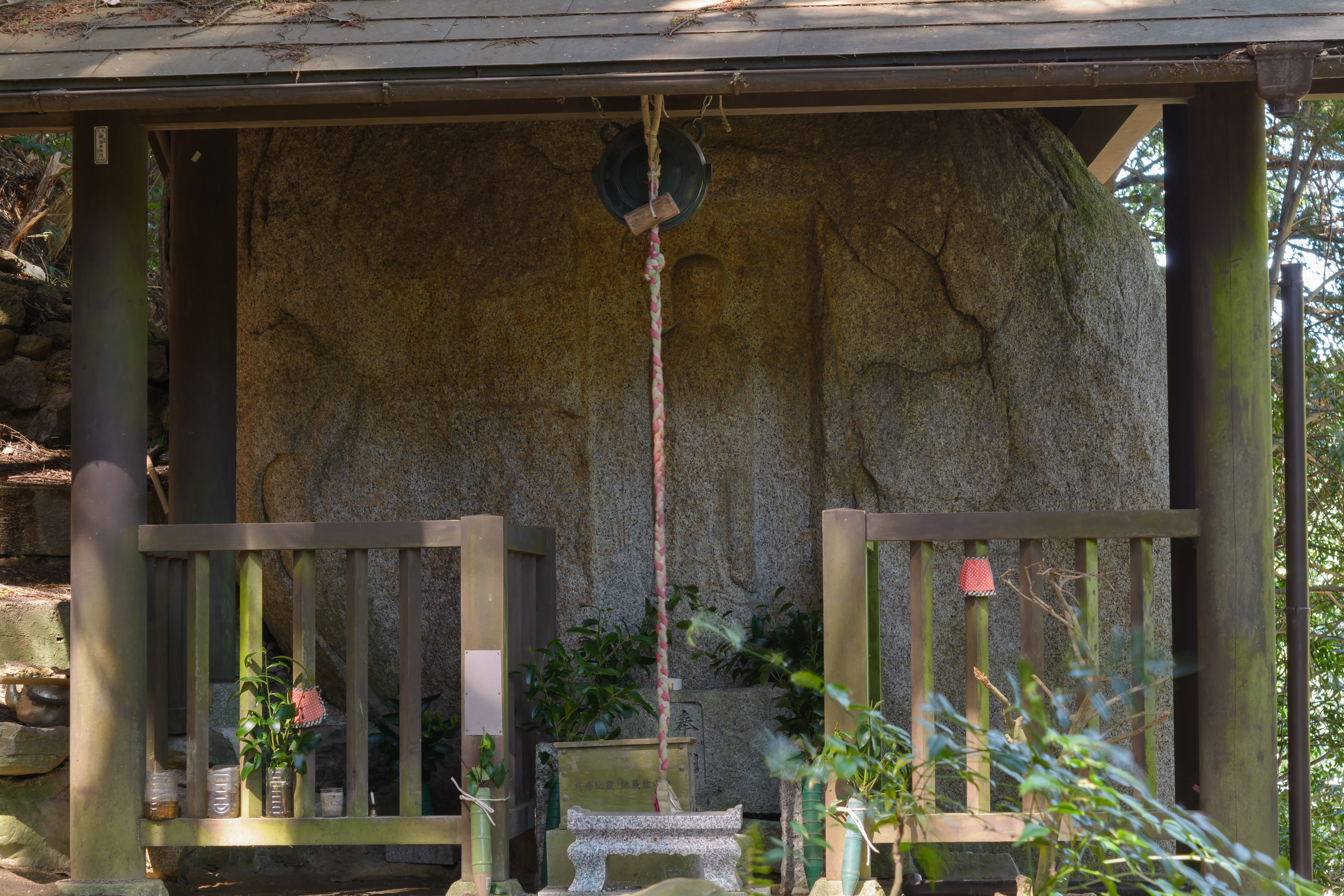
疱瘡地蔵には屋根が設けられている。

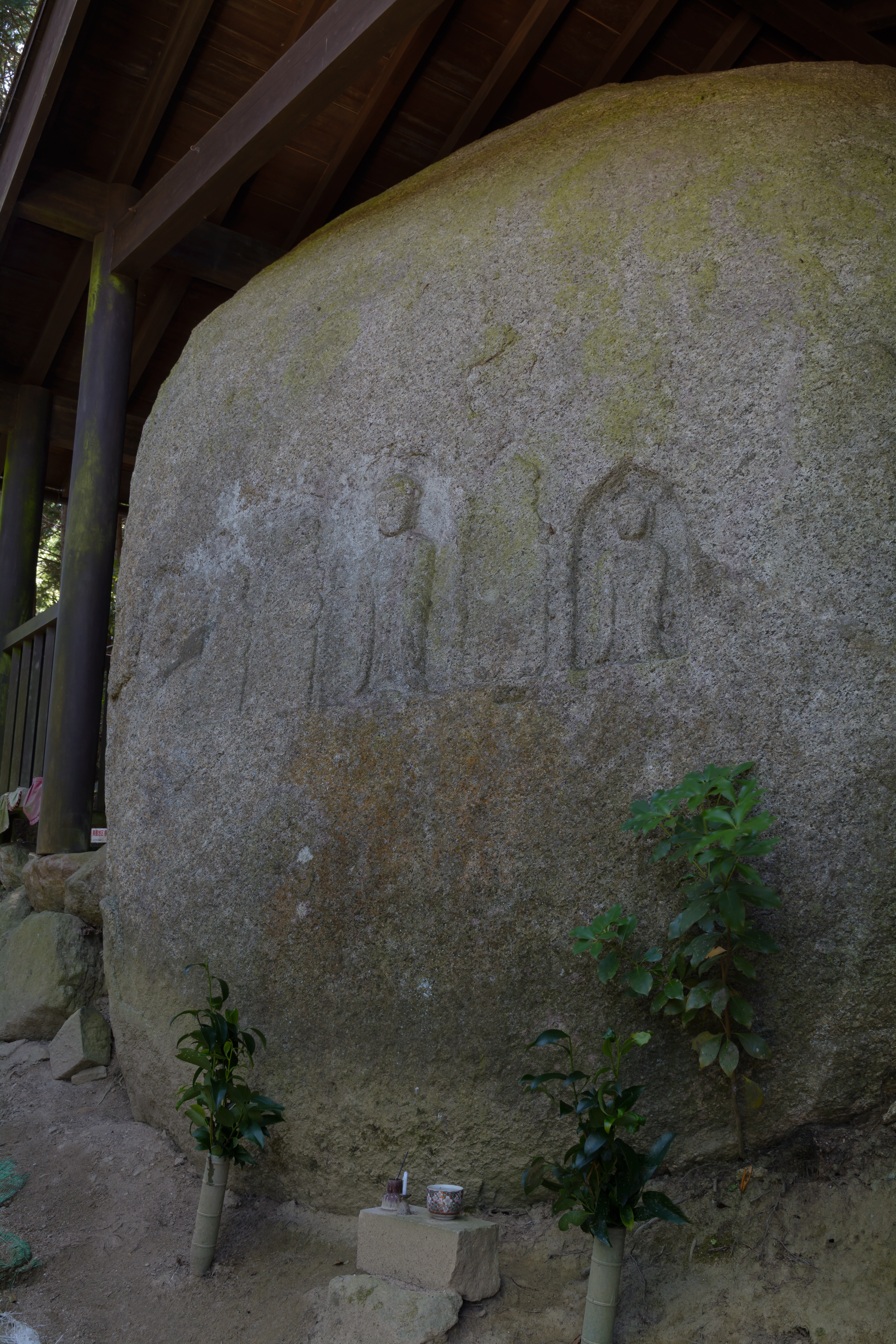
巨石側面にも地蔵が彫られている。

石自体は高さ3メートル、正面幅3.5メートル、側面幅2.5メートル。碑文の刻まれている区画は、この巨石の右下よりにあり、縦33センチメートル、横21センチメートルほど。石の中央に位置する地蔵菩薩像は、疱瘡除けを祈願して彫られたとの伝説があり、「疱瘡地蔵」の名で知られる。地蔵像には「元応元年己未（つちのとひつじ）十一月日」の刻銘があり（元応元年は1319年）、したがって、徳政碑文自体は、地蔵像が彫られてから109年後に刻まれたことになる。
1953年（昭和28年）3月に奈良県の文化財に指定され、翌1954年（昭和29年）度には高校3年の歴史教科書に登載された。その後、1983年（昭和58年）には、国の史跡に指定された。
碑文は長年の風雪によって磨耗しており、「長」の字以外は肉眼で判別することは困難な状況である。もともとは露天であったが、1998年（平成10年）、奈良市の手により周辺整備され、屋根と木柵によって保護されるようになった。
なお、国立歴史民俗博物館の第2展示室（中世）にレプリカが展示されている。

## 研究史
柳生の徳政碑文の歴史学的研究を初めて手掛けたのは、郷土史家の杉田定一である。大正3年から研究を開始した杉田は、享保年間に柳生藩の松田四郎兵衛が記した『柳生家雑記録』に「地蔵石に天長元戊申年春日四箇郷の事書付有」とあるのを確認、その後、1924年（大正13年）に正長の土一揆の遺物説を唱えた。
そして杉田が、東京帝国大学史料編纂所の渡辺世祐に鑑定を依頼した結果、徳政一揆の史料と確認された。それを受け、1925年（大正14年）1月15日の『大阪朝日新聞』大和版に「珍しく発見された足利時代における暴政の記念物」という見出しで記事が掲載され、初めて碑文が世間に紹介された。
さらに1964年（昭和39年）8月、一橋大学の永原慶二が調査に訪れ、翌1965年（昭和40年）11月に刊行した著書『日本の歴史10　下克上の時代』（中央公論社）で「柳生の徳政碑文」として取り上げたことにより、広く知られるようになった。

## 史料的価値
正長の土一揆において、実際に民衆がどのような徳政を勝ち得たのかを理解する史料は乏しく、例えば京都においては、幕府が徳政禁止令を出したことは確認されているが、徳政令そのものを出したことを確認する史料はない。だが、奈良においては、興福寺関係の文書とならび、「柳生の徳政碑文」が残されているため、徳政令の具体的な内容をうかがうことが可能となった。また、領主側の立場からの史料ではなく、農民側の立場からの史料である点にも、史料価値が認められる。
永原慶二は、興福寺に残される文書「禁制 徳政令 条々」（正長元年11月）を、徳政の実施規則を定めた文書であるとの見解を示している。この文書と碑文の年次が一致するため、永原は、大和では興福寺が徳政令を発布し、その結果、「柳生の徳政碑文」が刻み付けられたと結論づけている。

## 疑問点
関西学院大学の永島福太郎は、「ヲイメ」という言葉は16世紀末の天正期以降の言葉ではないかとして、碑文の時代鑑定に疑問を呈している。また、「四箇郷」をなぜ「シカンカウ」と表記したのかという疑問も存在するが、この点に関しては一橋大学の亀井孝が、「ン」は当時の発音における「ガ音」に先行する軽鼻音であるとの見解を示している。